# André Szász

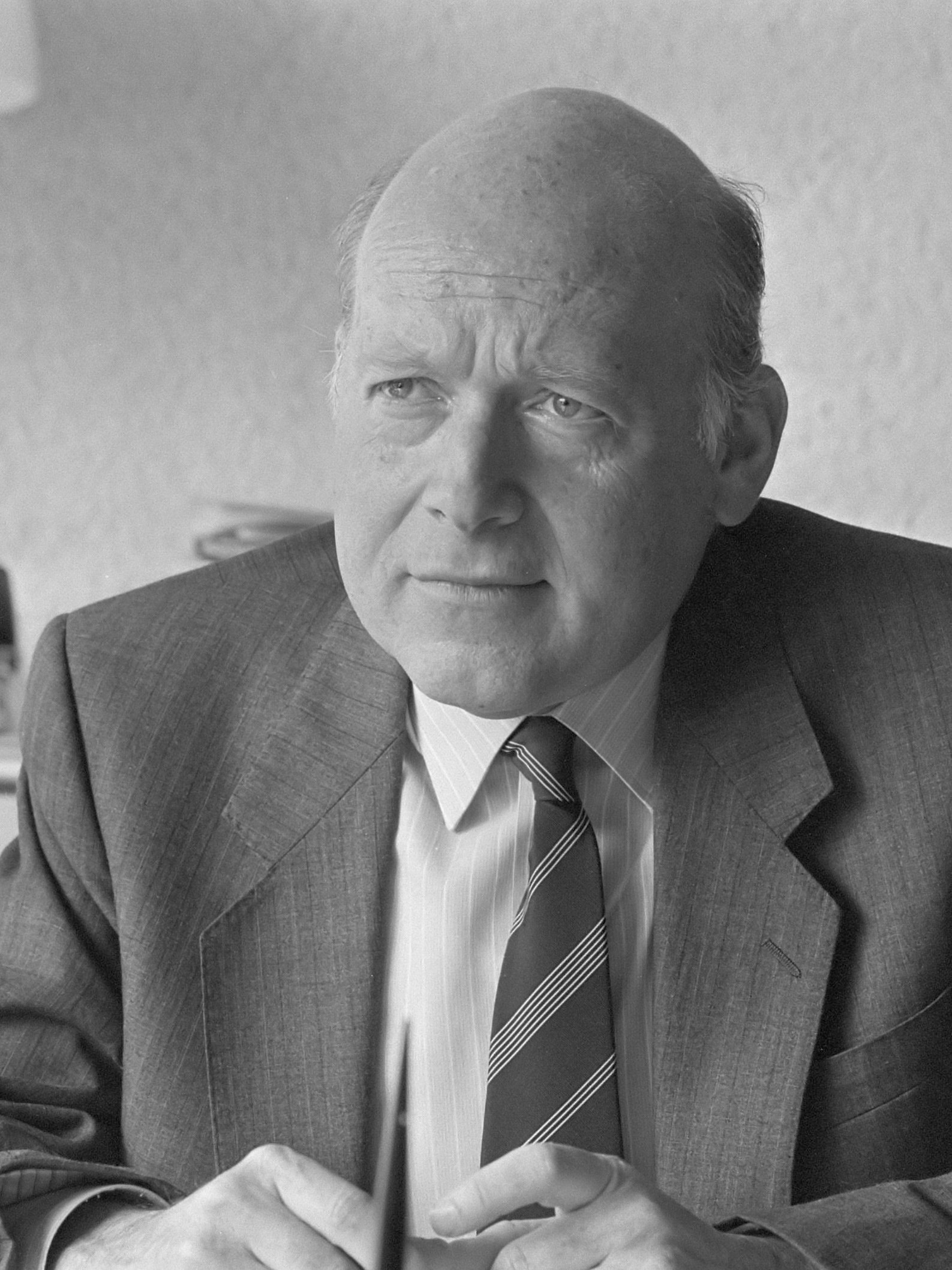
André Szász (1984)

André Szász (Jogjakarta, 28 maart 1932 – Amsterdam, 2 januari 2017) was een Nederlands econoom en bankier.

## Loopbaan
André Szász studeerde economische wetenschappen in Amsterdam. Van 1960 tot medio 1994 werkte hij bij De Nederlandsche Bank (DNB). In de jaren zeventig ontwikkelde hij daar als directeur buitenlands beleid samen met de toenmalige president Jelle Zijlstra het zogenaamde "harde-guldenbeleid". De gulden werd gekoppeld aan de Duitse mark en Nederland volgde het Duitse monetaire beleid.
Bij DNB werkte hij ook intensief samen met Wim Duisenberg (PvdA). Szász was een VVD-stemmer. Hij vond echter dat partijpolitiek geen enkele rol speelde bij de DNB en in discussies over monetaire politiek.
Op 1 juli 1994 ging hij met pensioen en werd bijzonder hoogleraar Europese studies in Amsterdam. In 2001 verscheen zijn boek 'De euro. Politieke achtergronden van de wording van de munt'.
Aan het eind van de jaren negentig plaatste hij kritische kanttekeningen bij de invoering van euro. Hij was tegen de deelname van Griekenland. Met een staatsschuld van 103 procent van het bruto nationaal product voldeed het land ruimschoots niet aan de bepaling in het Verdrag van Maastricht dat de staatsschuld minder dan 60% moet zijn. Europese politici, waaronder toenmalig minister van Financiën Gerrit Zalm, riepen echter dat het land de schuld zou reduceren, maar het tegenovergestelde gebeurde.
Op 13 februari 2010 riep Szász in de Volkskrant politici op Griekenland te laten vallen: "De euro gaat niet ten onder door Griekenland. De euro gaat pas ten onder als de Duitse burgers zich belazerd gaan voelen door al die landen met tekorten waarvoor zij moeten opdraaien. Daar zou een populistische partij op kunnen inhaken en dat is het einde van de euro. Hopelijk komt het niet zo ver."
Prof. dr. A. Szász overleed in januari 2017 op 84-jarige leeftijd.

## Publicaties
- Monetaire diplomatie: Nederlands internationale monetaire politiek 1958-1987 (dissertatie, 1988)
- Europa in de steigers (oratie, 1990)
- De euro. Politieke achtergronden van de wording van een munt (2001)